# Иванькович, Николай Филиппович
Николай Филиппович Иванькович — советский хозяйственный и политический деятель.

## Биография
Родился в 1922 году в Стряпово. Член КПСС.
Участник Великой Отечественной войны: лётчик-истребитель 875-го авиационного полка 274-й истребительной авиационной дивизии.
После тяжелого ранения остался слеп на один глаз и лишился обеих рук.
Поступил в Московский авиационный институт, перевёлся в Московский финансовый институт.
В 1944—1949 гг. — секретарь комитета комсомола, секретарь партбюро Московского финансового института.
В 1949—1959 гг. — заведующий отделом агитации и пропаганды Дзержинского райкома КПСС.
В 1959—1968 гг. — заведующий отделом агитации и пропаганды Московского горкома КПСС.
Отказался от назначения первым секретарём Свердловского райкома КПСС города Москвы в 1964 году.
В 1968—1973 гг. — начальник Главного управления Гостелерадио СССР.
В 1973—1981 гг. — главный редактор газеты «Говорит и показывает Москва»
Делегат XXII и XXIII съездов КПСС.
Заслуженный работник культуры РСФСР (13.07.1973)
Умер в 2005 году в Москве.

## Награды
- Орден Отечественной войны I степени (06.11.1985)
- Орден Трудового Красного Знамени (28.10.1948, 09.09.1971)
- Орден Красной Звезды (03.01.1943)
- Орден Дружбы народов (02.06.1981)
- Орден Знак Почёта (04.05.1962)